# Ваня Стойнева
Ваня Стойнева е заместник-министър на образованието в министерството на Николай Денков в кабинета на Кирил Петков от септември 2021 г..

## Биография
Магистър по международни отношения със специализация „Европейски страни“ от Университета за национално и световно стопанство.
Говори английски и френски.

### Кариера
Работи в:
- Министерство на икономиката и енергетиката:[4]
  - дирекция „Европейски фондове за конкурентоспособност“ МИЕТ по „Развитие на конкурентоспособността на българската икономика 2007 – 2013 г.“ и изпълнителна агенция по програма ФАР
  - сектор „Мониторинг“, дирекция „Предприсъединителни програми и проекти“
- Министерство на финансите:
  - дирекция „Национален фонд“ по структурните фондове и Кохезионния фонд на Европейския съюз.[4]
  - заместник-министър от май до септември 2021 г.
- Министерство на труда и социалната политика:
  - заместник-министър от март до май 2013 г. в кабинета Райков, където отговаря за оперативна програма „Развитие на човешките ресурси“.[4][5]
  - координатор „Инициативи на пазара на труда“[4]
- Министерство на образованието:
  - заместник-министър от януари до май 2017 г. в кабинета Герджиков,[2] когато се занимава с проекти с европейско финансиране след критики от Европейския съюз[6]
  - заместник-министър от септември до декември 2021 г., вкл. изпълнение на Програма Образование[7]
  - заместник-министър от декември 2021 г. в кабинета Петков
- „Фонд на фондовете“ (ФнФ; „Фонд мениджър на финансови инструменти в България“ ЕАД): ръководител звено „Съответствие“.[2]